# Charles Edward Smith
Charles Edward Smith (* 8. Juni 1904 in Thomaston (Connecticut); † 16. Dezember 1970 in New York City) war ein US-amerikanischer Jazz-Autor und -Kritiker.

## Leben
Smith begann in den 1920er-Jahren Hot Records des frühen Jazz zu sammeln und betätigte sich ab 1937 mit William Russell, Eugene Williams, John Hammond, Hugues Panassié und Charles Delaunay in der Hot Record Society, aus der das Jazz-Label H. R. S. Records hervorging. Mit Steve Smith war er Herausgeber des Jazzmagazins Hot Record Society Rag.
Mit seinen Aufsätzen in Zeitschriften wie Symposium, The Daily Worker und Esquire gehörte Smith in den 1930er-Jahren zu den frühen Vertretern der Jazzkritik. Mit Frederic Ramsey (1915–1995) gab er das Buch Jazzmen heraus, das 1939 erschien und mit Wilder Hobsons American Jazz Music zu den ersten Jazzbüchern Amerikas gehörte, mit Artikeln über Gruppen wie die Austin High School Gang und Interviews von frühen Jazzmusikern wie Willie Cornish, Papa Jack Laine, Leon Roppolo und Nick LaRocca. Smith und Ramsey machten die Ursprünge des damals populären Swing in dem „authentischen“ Blues und traditionellen Jazz aus. Im Verlauf der Recherchen zu dem Buch wurde von den interviewten Musikern immer wieder der Name Bunk Johnson erwähnt; dies führte dazu, dass der damals vergessene Trompeter des New Orleans Jazz von Bill Russell 1942 wiedergefunden wurde.
Mit dem 1942 erschienenen The Jazz Record Book wurde erstmals der Versuch gemacht, einen Kanon wichtiger Jazzplatten aufzulisten, was in späteren Jahren von vielen anderen Autoren aufgegriffen wurde, u. a. von Marshall Stearns’ The Story of Jazz, Joachim-Ernst Berendt/Günther Huesmanns Jazzbuch, Barry Kernfeld Enzyklopädie des Jazz und Allen Lowes That Devilin’ Tune fortgesetzt wurde.
Ferner schrieb Smith für The New Republic (1938), das Magazin Jazz Information und eine Reihe von Liner Notes von Alben im Bereich des Folk (Folk Music U.S.A.: Vol. 1  (1959) und Music Down Home: An Introduction to Negro Folk Music, U.S.A. (1965), bei Folkways Records), des Folk Blues (Big Bill Broonzy Sings Country Blues 1957), des frühen Jazz (etwa Pee Wee Russell, Jelly Roll Morton) wie auch des Modern Jazz, u. a. für Produktionen von Al Cohn, Miles Davis (Milestones, 1958), Chico Hamilton (South Pacific In Hi-Fi, 1957) und J. J. Johnson (Dial J.J. 5, 1955). Smith schrieb auch den Begleittext für die LP-Ausgabe von John Hammonds Konzertreihe From Spirituals to Swing – Carnegie Hall Concerts 1938/39 (Vanguard).
Smith zählte nach Ansicht der International Society of Jazz Research mit Hugues Panassié, Winthrop Sergeant, Wilder Hobson, Donald Knowlton und Aaron Copland zu den frühen ernsthaften Jazzkritikern.

## Publikationen (Auswahl)
- Charles Edward Smith, Frederic Ramsey (Herausgeber und Mitautoren): Jazzmen. New York: Harcourt & Brace, 1939 bzw. London: Sidgwick and Jackson, 1957. Reprint: New York: Limelight Editions, 1985.
- Charles Edward Smith, Frederic Ramsey, Charles Payne Rogers u. a.: The Jazz Record Book. New York: Smith & Durell, 1942
- Charles Edward Smith: Jelly Roll Morton's New Orleans Memories. New York: General Records Division. Consolidated Records, Inc.

## Weiterführende Literatur
- Bruce Boyd Raeburn: New Orleans Style and the Writing of American Jazz History. Ann Arbor: The University of Michigan Press, 2009, ISBN 0-472-03321-2.